# Городянка (приток Шелони)
Городянка — река в России, протекает по Бежаницкому и Дедовичскому районам Псковской области. Устье реки находится в 200 км от устья Шелони по левому берегу, у деревни Городня. Длина реки составляет 21 км, площадь водосборного бассейна — 124 км².
На берегу Городянки стоят деревни Заполье, Дубровы, Юфимово, Городовик, Енарьево, Зуево, Высокое, Крутец, Чернецово, Подмышье и Городня Сосонской волости.

## Данные водного реестра
По данным государственного водного реестра России относится к Балтийскому бассейновому округу, водохозяйственный участок реки — Шелонь, речной подбассейн реки — Волхов. Относится к речному бассейну реки Нева (включая бассейны рек Онежского и Ладожского озера).
Код объекта в государственном водном реестре — 01040200412102000024373.